# Joan Copeland
Joan Copeland, pseudonimo di Joan Maxime Miller (New York, 1º giugno 1922 – New York, 4 gennaio 2022), è stata un'attrice e doppiatrice statunitense.

## Biografia
Era figlia di Isidore Miller e dell'insegnante Augusta Barnett, nonché sorella dello scrittore Arthur Miller e zia dell'attrice e scrittrice Rebecca Miller e del produttore Robert A. Miller.
Da sempre appassionata di recitazione, debuttò al cinema nel 1958 nel film La divina. Contemporaneamente, lavorò come attrice teatrale, partecipando ad alcuni spettacoli di Shakespeare, Molière e Voltaire. Nel 1980 interpretò il ruolo della cinica Rita nel film Amarti a New York. Lavorò anche come doppiatrice e sceneggiatrice. È morta il 4 gennaio 2022, all'età di 99 anni.

## Vita privata
Ebbe un figlio dall'ingegnere George J. Kupchik.

## Filmografia

### Cinema
- La divina (The Goddess), regia di John Cromwell (1958)
- Nel mezzo della notte (Middle of the Night), regia di Delbert Mann (1959)
- Roseland, regia di James Ivory (1977)
- Amarti a New York (It's My Turn), regia di Claudia Weill (1980)
- Un po' di sesso (A Little Sex), regia di Bruce Paltrow (1982)
- Un'idea geniale (Happy New Year), regia di John G. Avildsen (1987)
- Alibi seducente (Her Alibi), regia di Bruce Beresford (1989)
- Da giungla a giungla (Jungle 2 Jungle), regia di John Pasquin (1997)
- The Peacemaker, regia di Mimi Leder (1997)
- L'oggetto del mio desiderio (The Object of My Affection), regia di Nicholas Hytner (1998)
- The Adventures of Sebastian Cole, regia di Tod Williams (1998)
- La vita segreta della signora Lee (The Private Lives of Pippa Lee), regia di Rebecca Miller (2009)
- Love Is Like Life But Longer - cortometraggio (2011)

### Televisione
- General Electric Theater – serie TV, episodio 3x34 (1955)
- Aspettando il domani (Search for Tomorrow) – serie TV, 420 episodi (1967-1972)
- How to Survive a Marriage – serie TV, 334 episodi (1974-1975)
- Law & Order - I due volti della giustizia (Law & Order) – serie TV, 8 episodi (1991-2001)
- E.R. - Medici in prima linea (ER) – serie TV, 1 episodio (1995)

### Doppiaggio
- Koda, fratello orso (Brother Bear) (2003)